# Franz Tschögl
Franz Tschögl (* 20. Oktober 1914 in Müllendorf; † 8. August 1981 ebenda) war ein österreichischer Politiker (ÖVP) und Landwirt. Er war von 1960 bis 1970 Abgeordneter zum Burgenländischen Landtag.

## Leben
Tschögl wurde 1915 in Müllendorf geboren, wobei sein Vater Josef Tschögl bereits 1915 im Ersten Weltkrieg fiel. Tschögl besuchte nach der Volksschule in Müllendorf die landwirtschaftliche Fortbildungsschule in Weigelsdorf und war danach als Landwirt tätig. Zwischen 1939 und 1945 diente er während des Zweiten Weltkriegs in der Wehrmacht. Nach seiner Rückkehr aus dem Krieg im Sommer 1945 kümmerte sich Tschögl um den Auf- und Ausbau seiner Landwirtschaft und wurde 1971 zum Ökonomierat ernannt.
Tschögl war verheiratet.

## Politik
Daneben wurde er als Gemeinderat von Müllendorf aktiv, wo er zwischen 1947 und 1963 auch als Bürgermeister wirkte. Daneben war er zwischen 1963 und 1970 Kammerrat der Burgenländischen Landwirtschaftskammer und Funktionär der Molkereigenossenschaft Wiener Neustadt sowie des Burgenländischen Rübenbauernbundes. Innerparteilich fungierte Tschögl als Bezirksobmann des Bauernbundes und bis 1964 als ÖVP-Bezirksparteiobmann. Er vertrat die ÖVP zwischen dem 5. Mai 1960 und dem 11. Mai 1970 im Burgenländischen Landtag. 